# Liesel Albrecht-Fastenrath
Liesel Albrecht-Fastenrath (* 20. Januar 1911 in Nordhorn; † 2. Juni 1996 in Bendestorf) war eine deutsche Autorin mit einer einzigen Buchveröffentlichung.

## Familie
Sie war eine Tochter des Nordhorner Textilunternehmers und Ehrenbürgers (1957) Walter Fastenrath (1877–1957). Verheiratet war Liesel Fastenrath mit dem Radiologen und Strahlenmediziner Hermann Ulrich Albrecht (1897–1995), der nach seiner Zeit als Ordinarius an der Medizinischen Akademie Danzig (1938–1945), 1950 in Osnabrück ein Röntgeninstitut mit Strahlenklinik gründete. Das Paar hatte vier Kinder.

## Leben
1955 erschien ein Bericht von Albrecht-Fastenrath über eine Reise durch Spanien in einem Porsche-Cabrio. Als Privatdruck erschien von ihr ferner „Bewahrt es“, die Erinnerung an ihren Vater Walter Fastenrath, sowie ihren Ahnen Wessel Fredrik Visch, dem Pastor aus Wilsum und Autor von „Geschiedenes van het Grafschap Bentheim“. Sie lebte in den 1950er und 1960er Jahren in Osnabrück. Ihren Ruhestand verbrachte das Ehepaar in Triesen, Liechtenstein.

## Werk
- Arion. Eine Spanienreise mit Mut und Porsche., Tübingen: Schlichtenmayer 1955

## Quelle
- Wilhelm Kosch: Deutsches Literatur-Lexikon, 3. Auflage, Ergänzungsband I 1994, S. 116
- Kürschners Deutscher Literatur-Kalender 53.1958, S. 5 und folgende bis 56.1973, S. 7 (nur Kurzeintrag)